# Huaxtèques
Cet article concerne le peuple huaxtèque. Pour la langue parlée par les Huaxtèques, voir Langue huastèque. Pour la région du Mexique habitée par les Huaxtèques, voir La Huasteca.
Les Huaxtèques (prononcer le « x » « ch »), également connus sous le nom de Huastèques, (de l'espagnol « huasteca ») constituent un peuple autochtone du Mexique, historiquement originaire de l’État d’Hidalgo, de l’état de Veracruz, de San Luis Potosí et de l’état de Tamaulipas dont l’essentiel de la population est concentrée le long du cours du río Pánuco et le long de la côte du golfe du Mexique. Les Huaxtèques se désignent eux-mêmes sous le terme de  Teenek. (également orthographié Tenek ou Tenec).
Il existe aujourd’hui environ 66 000 locuteurs de la langue huaxtèque, dont les deux tiers sont concentrés dans l’État de San Luis Potosí et un tiers dans celui de Veracruz, cependant leur population était probablement beaucoup plus importante, de l’ordre d’un demi-million, quand les Espagnols sont arrivés en 1529.
L'ancienne civilisation huaxtèque est l'une des  civilisations précolombiennes de Mésoamérique. À en juger par la datation des vestiges archéologiques, on estime que leur culture est apparue aux environs du Xe siècle avant notre ère, bien que l’on considère généralement que la période la plus productive de leur civilisation est l’ère postclassique située entre la chute de Teotihuacan et la montée de l'Empire aztèque. Les Huaxtèques de l’ère précolombienne ont construit des temples sur les pyramides méso-américaines, réalisé des sculptures et produits des poteries finement décorées. Les Huaxtèques possédaient la caractéristique inhabituelle d’être l'une des rares cultures qui avait atteint la civilisation et construit des cités, mais ne portait pas habituellement de vêtements. Ils étaient admirés pour leurs qualités de musiciens par d'autres peuples de Mésoamérique.
Vers 1450, les Huaxtèques ont été vaincus par les armées aztèques sous les ordres de Moctezuma Ier ; à partir de cette date les Huaxtèques ont payé tribut à l'empire aztèque, mais conservé dans une large mesure leur autonomie.
Les Huaxtèques ont été conquis par les  espagnols entre 1519 et 1530. Avec la conversion forcée à la religion catholique, ils ont été contraints de porter des vêtements.
La première description grammaticale et lexicale de la langue huaxtèque accessible aux Européens a été réalisée par le Frère Andrés de Olmos, qui a aussi écrit la première grammaire du nahuatl  et du totonaque.

## Étymologie
Le mot «Huaxtèques» est une déformation du mot nahuatl « Cuexteca » (singulier «Cuextecatl»), qui signifie «gens du cuir» par lequel les Aztèques les désignaient

## Histoire de la migration huastèque

### Divergence linguistique

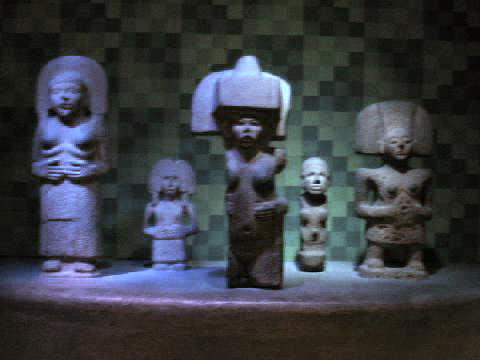
Sculptures huaxtèques en pierre - AMNH

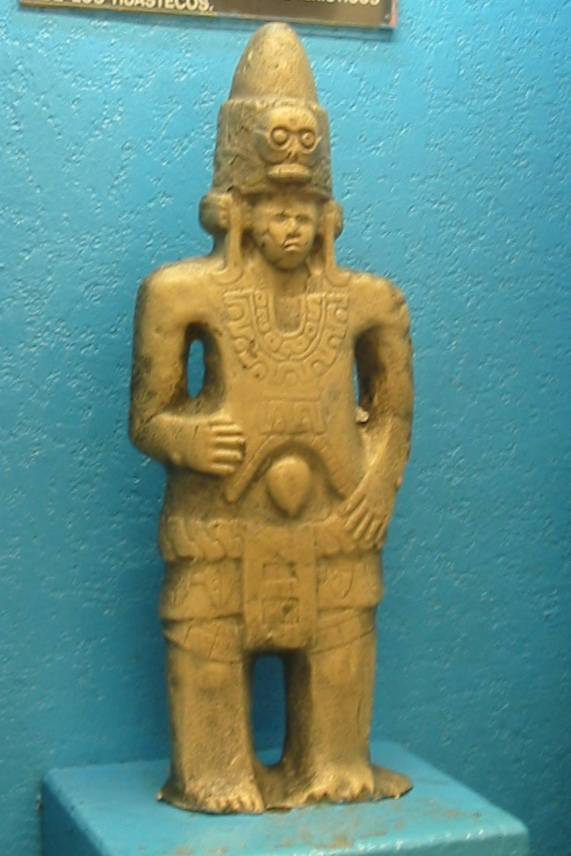
Réplique de la statue située à la station de métro de Bellas Artes à Mexico. La légende se traduit comme suit : "Figure masculine - Culture Huastèque – époque post classique ancienne – Description : Provenant de Naranjo. Possible représentation de Quetzalcóatl coiffé d'un bonnet conique couvrant le crâne à l'avant et de longues oreillettes, éléments caractéristiques des Huaxtèques. "

Les études de l’évolution de la langue, en particulier sur le plan des statistiques  lexicales (c'est-à-dire le changement de forme des mots ou leur remplacement par des synonymes empruntés à d’autres langues), ont permis aux linguistes d'estimer le moment où plusieurs  groupes de langues ont divergé de leur langue ancestrale commune. La procédure repose sur l'hypothèse que l’évolution des langues, en l'absence de généralisation de l'écriture, se produit à un rythme plus ou moins constant.
De toutes les langues descendant du proto-maya, la langue proto-huaxtèque a été la première à diverger du maya proprement dit. La seconde divergence, dans la branche principale non-huaxtèque, s’est produite entre la langue proto-yucatèque, aujourd'hui parlée dans la péninsule du Yucatán, et l’ancêtre de toutes les autres langues mayas. La seule autre langue, en dehors du huaxtèque, issue du proto-huastèque était le chicomuceltèque (également appelé Cotoque), une langue parlée autrefois au Chiapas près de Comitán, mais, aujourd'hui disparue.
Les linguistes ont estimé que le dialecte à l’origine de la langue huaxtèque aurait divergé du proto-maya entre 2200 et 1200 avant notre ère. Le linguiste Morris Swadesh propose la dernière date comme la limite possible pour cette divergence, et cite l’exemple du mot huastèque/Chicomuceltèque inik (homme) par opposition au mot équivalent dans les autres langues mayas Winik comme étant un changement caractéristique. McQuown suggère 1500 av. J.-C., Manrique Castaneda 1800 et Dahlin 2100 av. J.-C. comme les dates les plus probables pour la divergence,.
La date proposée par Kaufman de 2200 av. J.-C. exigerait deux changements phonologique réguliers (sons) qui soient attestés dans toutes les langues mayas, "r" passant à "y" et "q" à "k", survenus de façon indépendantes après la divergence, entre la branche huastèque / Chicomuceltèque et la branche de toutes les autres langues mayas.
Les travaux de Robertson sur les affixes des verbes dans les langues mayas impliquent que les Huaxtèques ont été en contact avec la branche proto-tzeltal du maya. En proto-maya, l’absolutif peut être marqué par un préfixe ou un suffixe, en fonction de la présence d'un temps / Aspect grammatical marqueur. Cette fonctionnalité a été retenue dans la langue Q'anjob'al (une langue maya, parlée dans les montagnes de Cuchumatanes au Guatemala), mais a été perdu dans d'autres branches. (le yucatèque utilise toujours un suffixe pour l’absolutif, tandis que la langue K'iche' utilise toujours un préfixe.) Le huaxtèque semble avoir été influencé par le proto-tzeltal, comme en témoignent des innovations telles que la préposition ta, utilisée avec un verbe à la  troisième personne (Robertson, p. 307). Si, comme cela semble probable, la divergence huaxtèque-maya s'est produite aux alentours de 2000 avant notre ère, les Huastèques n'ont probablement pas dû voyager loin de la frontière du Guatemala  et du Chiapas jusqu'après 1100 avant notre ère, approximativement, date à laquelle les proto-Tzeltalans ont constitué une branche distincte.

### Arrivée dans la Huasteca

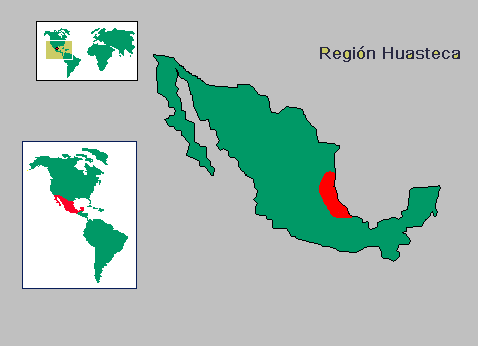
Situation de La Huasteca au Mexique.

La région de La Huasteca s'étend des plages calcaires à l'est de la Sierra Madre orientale, par la plaine côtière et les collines d’Otontepec jusqu’à la côte du golfe du Mexique, dans le nord de l’État de Veracruz à l'est de l’État de San Luis Potosí, et (selon certaines définitions) au sud de l’État de Tamaulipas. Au moins trois langues autochtones sont parlées aujourd'hui dans certaines parties de la région : le Nahuatl (langue uto-aztèque), parlé surtout à Veracruz, mais aussi à San Luis Potosí, le  pame (une  langue oto-mangue), parlé dans les collines des régions proches de San Luis Potosí et de Querétaro Arteaga et le huastèque (une langue maya), parlée dans l’État de San Luis Potosi et au nord de Veracruz, et auparavant au Tamaulipas. Certains incluent une région de langue totonaque, dans le centre et le nord de l’état de Veracruz, comme faisant partie de la Huasteca. La région huastèque était connue des Aztèques (ancêtres des locuteurs du nahuatl d'aujourd'hui, qui sont arrivés dans la Huasteca aux environs de 1450) pour sa fertilité et sa richesse, et incluait les parties les plus au nord de la forêt tropicale humide d’Amérique, ainsi que des forêts d’altitude.
Les Huaxtèques sont arrivés dans la Huasteca entre 1500 et 900   avant notre ère. La preuve linguistique est corroborée par les découvertes archéologiques. En 1954, Richard Stockton MacNeish a trouvé des céramiques et des figurines du Préclassique moyen, appelé "Pavon de Panuco" dans les sites de la rivière Panuco de la Huasteca, qui ressemblent à des objets de l’époque préclassique provenant d’Uaxactun, un  site maya de la région de  Petén. La date plus reculée de 1100 avant notre ère pour l’arrivée des Huaxtèques à l’emplacement qu’ils occupent actuellement semble plus probable, car ils ne sont probablement pas arrivés au centre et au nord de l’état de Veracruz sur le site de Santa Luisa avant 1200 avant notre ère, la phase de la fin de la première période formative connue localement sous le nom de “phase Ojite“ .Les artefacts de la période comprennent des manos et metates en basalte semblables à ceux de Panuco. (Les Huaxtèques sont restés à Santa Luisa, à l'est de Papantla près de la côte du Golfe, jusqu'à y être supplantés ou absorbés par les Totonaques, vers l'an 1000).
Un lien a été découvert entre les traditions iconographiques du complexe de « yoke-palm-axe » de Jaina dans la région côtière de l’État du Campeche et la Huasteca (et entre les deux à Aparicio, dans l’État de Veracruz), en liaison avec le jeu de balle mésoaméricain, la pratique de la décapitation et de la mutilation des dents, mais il est peut-être la conséquence de relations commerciales côtières survenues après l’installation des Huaxtèques dans la Huasteca.

### Séparation des Huaxtèques et des Mayas
Le proto-maya, l'ancêtre commun de toutes les langues mayas, a probablement été parlé dans le centre-ouest du Guatemala, dans les forêts de pins et de chênes des hautes terres de la chaîne de montagnes des Cuchumatanes : au nord de la Motagua et du Río Grijalva, dans des forêts d’altitude, et plus bas dans les plaines à la lisière des forêts tropicales près de l’Ixcán et de la Chixoy, et des cours d'eau qui se jettent dans le Río Usumacinta. Les preuves que cette région était le "cœur du pays" maya est sa proximité avec l’épicentre de la diversité linguistique actuelle au sein du phylum des langues mayas (et donc nécessitant un nombre minimum de déplacements pour mettre en place les langues à leur emplacement actuel), le fait que le proto-maya comporte des mots désignant la flore et la faune des montagnes et des plaines, et l'idée (discutable) selon laquelle il est plus facile pour un groupe de personnes de se déplacer d'une région montagneuse à une plaine que l'inverse. Les preuves archéologiques ne sont pas toutes en faveur de cette conclusion : il existe une tradition ininterrompue des céramiques venant de Loltun Cave dans le Yucatan, ainsi que de Cuello au Belize, qui suggèrent que d'autres régions pourraient être le territoire d’origine des Mayas.

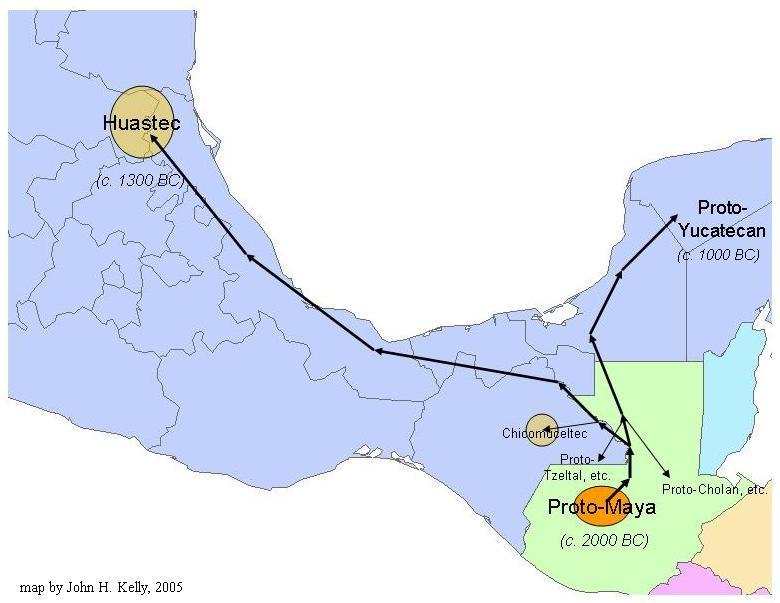
Fig. 1. Itinéraires approximatifs et dates d’installation des groupes proto-huastèques et d'autres groupes de langue maya.

Que la divergence des proto-Huastèques du reste des Mayas se soit produite en 2200 ou en 1200 avant notre ère, la séparation s'est produite au moins un millénaire avant l'avènement de la culture maya classique. Il n'est donc pas surprenant que le mot “écrire“ soit différent dans la langue  proto-huaxtèque (θuc-) et dans la branche des autres langues mayas (c’ib) .
Si l'on considère 2000 avant notre ère comme une date raisonnable pour la divergence huaxtèque / maya, et les versants de la chaîne des Cuchumatanes comme un lieu d’origine plausible pour les locuteurs du proto-maya, il semble probable que la scission a eu lieu après que ces locuteurs de proto-maya (ou une partie d'entre eux) aient commencé à migrer vers le nord, probablement le long du Río Usumacinta, et avant que les deux groupes issus de la scission aient commencé à se déplacer dans des directions opposées : les locuteurs du  proto-huaxtèque se déplaçant vers le nord (et, aussitôt après, les proto-Chicomuceltèques vers l'ouest dans les montagnes du Chiapas), et les locuteurs du proto-Yucatec et d’autres langues mayas se propageant vers le nord-est (à l’origine notamment d’une branche qui est devenu le Chontal, dont beaucoup présument qu’elle était la langue dominante du cœur du pays maya classique du Peten du fait de la large diffusion de mots empruntés à cette langue, ainsi que de preuves hiéroglyphiques) (voir Fig. 1). Bien que nous n'ayons aucune preuve archéologique directe pour expliquer la répartition elle-même, on peut supposer du fait des preuves linguistiques que le contact a été rapidement coupé entre les deux groupes, malgré l'absence de particularité géographique qui les aurait automatiquement isolés les uns des autres.
La caractéristique émergeant alors, était probablement celle d’un groupe puissant sur le plan linguistique et culturel. Quel est le groupe qui occupait le fleuve Usumacinta et la plaine côtière du golfe (principalement dans l'État mexicain actuel de Tabasco) entre 2000 avant notre ère (lorsque les proto-Huastèques ont commencé leur voyage) et 1000 avant notre ère (époque à laquelle les proto-Yucatèques sont arrivés dans le Yucatan, et les Chicomuceltèques se sont isolés des Huaxtèques, et les Huaxtèques sont arrivés au centre de l’état de Veracruz)? La plupart des chercheurs avancent que cette région était habitée par des locuteurs du phylum Mixe-Zoque. Alors que les locuteurs des langues mixe-zoque sont aujourd'hui confinés aux montagnes du nord-est de l’État de l'Oaxaca, le long de l’axe de l’Isthme de Tehuantepec, et dans l'extrême ouest du Chiapas, il est probable qu'ils ont autrefois occupé toute la côte du Golfe, des plaines de l'isthme jusqu’à la montagne de Tuxtla - en d'autres termes, le cœur du pays olmèque, bientôt dominé par la civilisation olmèque de langue probablement mixe-zoque de 1400 à 500 avant notre ère. Un élément de preuve selon lequel les Olmèques parlaient une langue mixe-zoque provient des mots que le proto-huaxtèque a emprunté au proto-mixe-zoque en passant par les plaines du sud du golfe, par exemple, ciw, qui signifie “courges“.

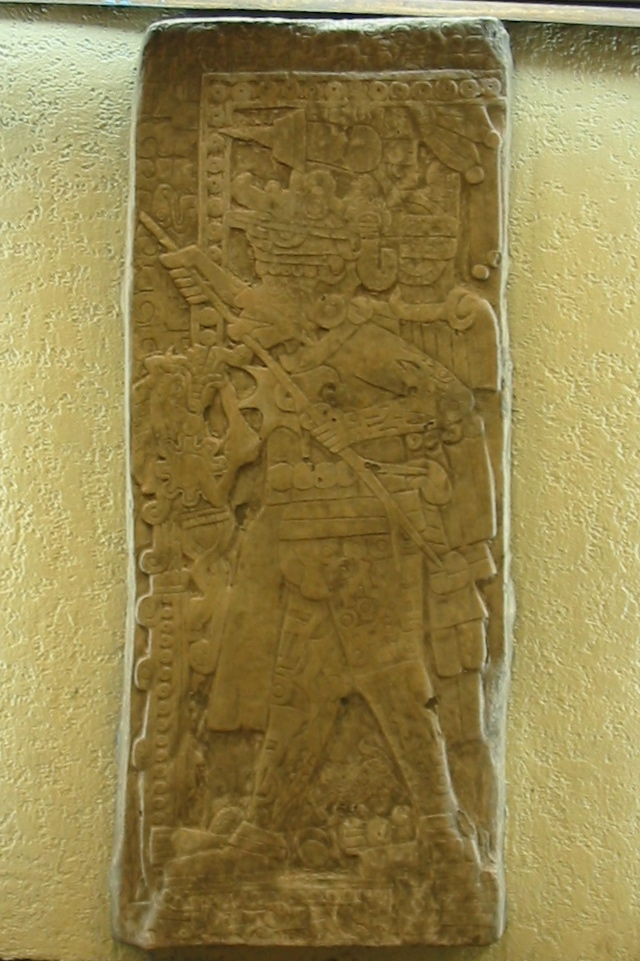
Réplique de l'image en bas-relief du métro Bellas Artes à Mexico. La légende indique : "STELA DE HUILOCINTLA - culture Huastèque - Fin de la période classique en Mésoamérique - Description : Réplique de Huilocintla, Veracruz. Un animal léchant le sang de la bouche d’un prêtre qui se sacrifie. "

Ainsi, il existe quelques raisons d'attribuer l'isolement linguistique des premiers Huaxtèques des locuteurs des autres langues mayas par rapport aux proto-Olmèques parlant une langue mixe-zoque, eux-mêmes récemment arrivés après la migration vers le nord depuis la région de Soconusco sur la côte du Pacifique à travers l'isthme de Tehuantepec. Il existe des preuves beaucoup plus fortes que la poussée migratoire ultérieure des Huaxtèques jusqu'à la côte du Golfe est due à la présence active des premiers Olmèques (de 1400 à 1100 avant notre ère) à partir de San Lorenzo et des sites associés. Si cela est vrai, la plus grande partie de la distance que les Huaxtèques ont parcouru au cours de toute leur histoire, du Guatemala à la Huasteca, a été franchie en un siècle ou deux tout au plus : la partie comprise entre le cœur du pays olmèque de San Lorenzo, et les environs de San Luisa.
Les Huaxtèques et les Mayas du Yucatán ont été réunis, en un sens, au cours de la fin du XIXe siècle, quand les saigneurs de Chicle et les bûcherons huaxtèques ont été transportés vers l'état de Campeche pour exploiter des forêts similaires, principalement employés par des sociétés américaines. Une ligne commerciale par bateau à vapeur s’est développée à la même époque, avec des produits comme le sel exporté de Campeche à Tuxpan (le port huaxtèque de la région), et des éléments tels que le sucre de Tuxpan à Campeche.

## Culture
Les fouilles archéologiques ont été relativement peu nombreuses dans la Huaxteca (c'est-à-dire le pays huaxtèque). Le site le plus connu s'appelle Tamtok. On a retrouvé des structures circulaires, qui auraient été consacrées au culte de Quetzalcoatl. Le site de Vista Hermosa à Tamaulipas révèle leurs pratiques funéraires avec notamment les déformations corporelles artificielles (surtout celles des crânes avec leur déformation artificielle fronto-occipitale de type tabulaire droit) et des sépultures multiples.
L'art huaxtèque de la fin du postclassique est représenté par des sculptures très caractéristiques : des statues dont le devant représente des personnages grandeur nature, tandis qu'à l'arrière on trouve une autre sculpture plus petite, par exemple un enfant dans un sac ou un squelette.
Les statues huaxtèques se répartissent selon différentes catégories : les figures féminines, masculines, et les bossus.
Elles traduisent surtout certains aspects de la vie religieuse, en représentant les dieux (Quetzalcóatl, Tlaloc, Tlazolteotl...) les rites, et quelques croyances.
L'iconographie huaxtèque est caractérisée par la nudité complète ou partielle des peronnages, et par la représentation de la dualité entre la vie et la mort. Le cycle de la vie est un aspect essentiel des croyances de ce peuple ; il est comparable au cycle agricole (naissance, maturation, reproduction, mort et régénération), ce qui explique les thèmes picturaux que l'on retrouve régulièrement représentés sur les différentes productions artistiques.
Les figurines huaxtèques passent par plusieurs styles : elles sont d'abord polies (200-900 ap-JC), puis apparait dans la région de Veracruz le style Ojo rectangular y cabeza plana, le style dit 'Tapir' (visage et corps rond) qui pourrait être mis en lien avec les statues Olmèques baby face, et dernièrement le style naturaliste.
Des mythes d'origine rappellent leurs mœurs sexuelles dissolues et leur goût immodéré pour l'alcool mais ces mythes sont tardifs et rapportés par le peuple qui les a en partie vaincus, les Aztèques.
En effet, les représentations explicites de la sexualité étaient très mal vues par les autres peuples, et plus particulièrement par les aztèques qui considéraient que ce n'était pas la 'bonne manière' d'aborder le sujet de la fertilité, et qui percevaient leur iconographie comme profondément immorale.